# Zadruga
La zadruga (in cirillico задруга) definisce un tipo di comunità rurale storicamente comune tra gli slavi meridionali.
Il termine è stato usato dal Partito Comunista di Jugoslavia per designare il loro tentativo di sviluppare l'agricoltura collettiva dopo la seconda guerra mondiale.

## Storia
Originariamente e generalmente formata da un'unica famiglia allargata o da un clan di famiglie imparentate, la zadruga aveva proprietà, mandrie e denaro in comune, con il membro più anziano (il patriarca) che governava e prendeva decisioni per la famiglia, anche se a volte delegava, in età avanzata, a uno dei suoi figli.
Poiché la zadruga era basata su un sistema patrilocale, quando una ragazza si sposava, lasciava la zadruga dei suoi genitori e si univa a quella del marito. All'interno della zadruga, tutti i membri della famiglia lavoravano per garantire che i bisogni di ogni altro membro fossero soddisfatti.
La zadruga incominciò a declinare alla fine del XIX secolo, quando le più grandi iniziarono a diventare ingestibili e si divisero in zadruga più piccole o formavano villaggi. Tuttavia, il sistema della zadruga continuò a permeare la vita nei Balcani. Molti villaggi moderni nei Balcani hanno le loro radici in una zadruga, molti dei quali portano il nome di colui che li ha fondati.
I villaggi e i quartieri che hanno avuto origine dalle zadruga possono essere spesso riconosciuti dai suffissi patronimici, come -ivci, -evci, -ovci, -inci, -ci, -ane, -ene, ecc., sui loro nomi.
Questo tipo di cooperazione tradizionale in stile villaggio è simile a un sistema russo della fine del XIX secolo chiamato obščina.
Oggi, in Croazia, la parola "zadruga" è il nome di un soggetto giuridico che può essere registrato da qualsiasi persona di età superiore ai 18 anni.
È stato discusso se la zadruga fosse effettivamente così comune storicamente come una volta si presumeva. Lavori recenti hanno evidenziato che la stessa parola zadruga ha avuto origine solo nel 1818 e hanno denunciato una scarsità di prove per le zadruga storiche.